# Liste des longs métrages turcs proposés à l'Oscar du meilleur film international
Cet article présente la liste des longs métrages turcs proposés à l'Oscar du meilleur film international.

## Films proposés par la Turquie
| Année (cérémonie) | Titre français                  | Titre original          | Réalisateur              | Résultat       |
| ----------------- | ------------------------------- | ----------------------- | ------------------------ | -------------- |
| 1964 (37e)        | Un été sans eau                 | Susuz yaz               | Metin Erksan             | Non nommé      |
| 1989 (62e)        | Ne tirez pas sur le cerf-volant | Uçurtmayı Vurmasınlar   | Tunç Başaran (tr)        | Non nommé      |
| 1992 (65e)        | Piano Piano Bacaksız (tr)       |                         | Tunç Başaran (tr)        | Non nommé      |
| 1993 (66e)        | Mavi Sürgün (tr)                |                         | Erden Kıral              | Non nommé      |
| 1994 (67e)        | Manisa Tarzanı (tr)             |                         | Orhan Oğuz (tr)          | Non nommé      |
| 1997 (70e)        | Eskiya, le Bandit               | Eşkıya                  | Yavuz Turgul (tr)        | Non nommé      |
| 1999 (72e)        | Salkım Hanımın Taneleri (tr)    |                         | Tomris Giritlioğlu (tr)  | Non nommé      |
| 2000 (73e)        | Kaç Para Kaç (tr)               |                         | Reha Erdem               | Non nommé      |
| 2001 (74e)        | Büyük Adam Küçük Aşk (tr)       |                         | Handan İpekçi (tr)       | Non nommé      |
| 2002 (75e)        | Dokuz (tr)                      |                         | Ümit Ünal (tr)           | Non nommé      |
| 2003 (76e)        | Uzak                            |                         | Nuri Bilge Ceylan        | Non nommé      |
| 2005 (78e)        | Blessures du cœur (tr)          | Gönül Yarası            | Yavuz Turgul (tr)        | Non nommé      |
| 2006 (79e)        | Ice Cream, I Scream (tr)        | Dondurmam Gaymak        | Yüksel Aksu (tr)         | Non nommé      |
| 2007 (80e)        | Takva                           |                         | Özer Kızıltan (tr)       | Non nommé      |
| 2008 (81e)        | Les Trois Singes                | Üç Maymun               | Nuri Bilge Ceylan        | Préselectionné |
| 2009 (82e)        | Güneşi Gördüm                   |                         | Mahsun Kırmızıgül        | Non nommé      |
| 2010 (83e)        | Miel                            | Bal                     | Semih Kaplanoğlu         | Non nommé      |
| 2011 (84e)        | Il était une fois en Anatolie   | Bir Zamanlar Anadolu'da | Nuri Bilge Ceylan        | Non nommé      |
| 2012 (85e)        | Ateşin Düştüğü Yer (tr)         |                         | İsmail Güneş (tr)        | Non nommé      |
| 2013 (86e)        | Le Rêve du papillon             | Kelebeğin Rüyası        | Yılmaz Erdoğan           | Non nommé      |
| 2014 (87e)        | Winter Sleep                    | Kış Uykusu              | Nuri Bilge Ceylan        | Non nommé      |
| 2015 (88e)        | Sivas                           |                         | Kaan Müjdeci             | Non nommé      |
| 2016 (89e)        | Kalandar Soğuğu (tr)            |                         | Mustafa Kara (tr)        | Non nommé      |
| 2017 (90e)        | Ayla : La Fille de la guerre    | Ayla                    | Can Ulkay (tr)           | Non nommé      |
| 2018 (91e)        | Le Poirier sauvage              | Ahlat Ağacı             | Nuri Bilge Ceylan        | Non nommé      |
| 2019 (92e)        | Bağlılık Aslı (tr)              |                         | Semih Kaplanoğlu         | Non nommé      |
| 2020 (93e)        | Yedinci Koğuştaki Mucize        |                         | Mehmet Ada Öztekin (tr)  | Non nommé      |
| 2021 (94e)        | Les Promesses d'Hasan           | Bağlılık Hasan          | Semih Kaplanoğlu         | Non nommé      |
| 2022 (95e)        | Kerr (tr)                       | Kerr                    | Tayfun Pirselimoğlu (tr) | Non nommé      |
| 2023 (96e)        | Les Herbes sèches               | Kuru Otlar Üstüne       | Nuri Bilge Ceylan        | En attente     |